# O Comércio da Ajuda
O Comércio da Ajuda : órgão de publicação quinzenal, anunciador, noticioso e defensor dos interesses da freguesia da Ajuda  foi um  jornal local lisboeta  publicado entre Setembro de 1931 e  Setembro de 1937, com um total de 153 edições. Propunha-se servir de intermediário entre o comércio e as instituições locais, tendo por objetivo o melhoramento da freguesia, denunciando situações como as necessidades de saneamento, abastecimento de água, falta de equipamentos culturais e educativos. Teve a colaboração de vários moradores, quer através de pequenos artigos, quer sob a forma de cartas à redação, bem como a colaboração de alguns autores especializados. Destaque para a colaboração de Alfredo Gameiro e Mário de Sampaio Ribeiro que  escreveram sobretudo sobre toponímia ajudense.